# Belba pectinifera
Belba pectinifera är en kvalsterart som beskrevs av Giovanni Canestrini 1897. Belba pectinifera ingår i släktet Belba och familjen Damaeidae. Inga underarter finns listade.